# Ratpenat frugívor sud-americà pigmeu
El ratpenat frugívor sud-americà pigmeu (Dermanura phaeotis) és una espècie de ratpenat de la família dels fil·lostòmids. Viu a Centre- i Sud-amèrica.

## Subespècies
- D. p. nanus
- D. p. palatinus
- D. p. phaeotis